# Antocha (Antocha) scutella
Antocha (Antocha) scutella is een tweevleugelige uit de familie steltmuggen (Limoniidae). De soort komt voor in het Oriëntaals gebied.